# 마츠바야시 우라라
마츠바야시 우라라(일본어: 松林 うらら, 1993년 3월 13일 ~ )는 일본의 배우, 모델이다.

## 출연 작품
- 카마타 프렐류드 (2020)
- 그녀에게는 죄가 없다 (2017)